# Bertram van Metz
Bertram (Hertogdom Saksen, midden 12e eeuw – Metz, 6 april 1212) was prins-aartsbisschop elect van Bremen (1178-1179) en, nadien vele jaren prins-bisschop van Metz (1180-1212) in het Rooms-Duitse Rijk. Bertram kreeg meer en meer greep op de stad Metz, slechts onderbroken door een korte ballingschap in Keulen.

## Levensloop

### Jonge jaren
Bertram werd geboren in een familie van Saksische edelen, in het hertogdom Saksen. Zijn oorspronkelijke naam was Berthold. Hij frequenteerde het hof van keizer Frederik Barbarossa, van het Huis Hohenstaufen. In Keulen bekwaamde hij zich in het burgerlijk en kerkelijk recht. Latere kroniekschrijvers schreven over hem tam divinae quam humanae legis egregie peritum, wat betekent: uitstekend beslagen in zowel goddelijke als menselijke wetten. Hij was vele jaren domheer in het kapittel van Sint-Gereon in Keulen. 

### Prins-aartsbisschop van Bremen
In 1178 verkoos het kapittel van Bremen Bertram tot aartsbisschop. Dit gebeurde onder druk van keizer Frederik Barbarossa. In Bremen zelf was de benoeming omstreden. De jurist Bertram was namelijk geen priester; de benoeming werd nog méér omstreden toen Frederik Barbarossa hem prompt de wereldlijke regalia bezorgde van graaf van Bremen. Dit kon de Roomse kerk zo niet laten. In 1179 was Bertram in Rome, op het Derde Lateraans Concilie. Paus Alexander III keurde de benoeming van Bertram af. 

### Prins-bisschop van Metz

Wapenschild als bisschop van Metz

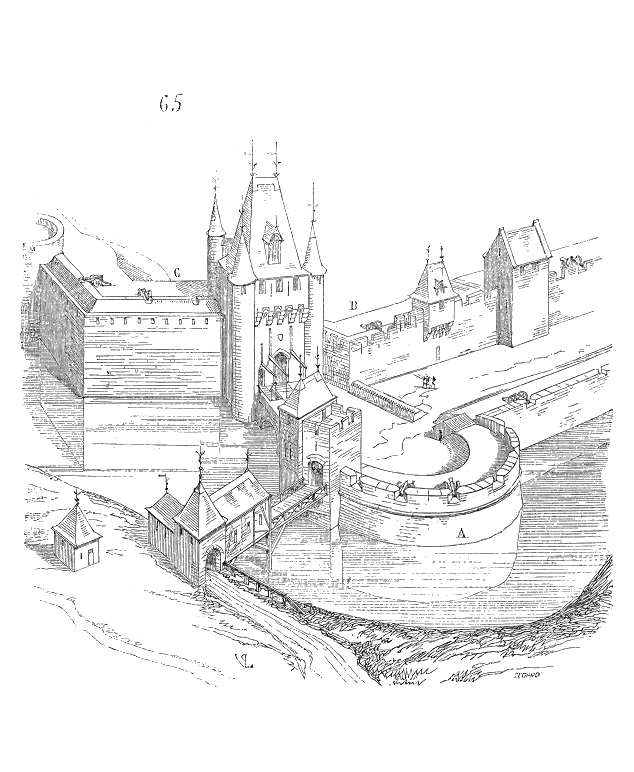
Stadspoort van Metz. Dit gaf financiële discussies tussen Bertram en de stedelingen.

Opnieuw onder druk van keizer Frederik Barbarossa verkoos het kapittel van Metz Bertram tot hun bisschop. Zijn voorganger in Metz, Diederik IV van Lotharingen, was namelijk afgezet door het Concilie. Met de benoeming van Bertram in Metz kon de paus wel akkoord gaan. De wijding tot priester en bisschop zijn van onbekende datum; in ieder geval betrok Bertram in 1180 de bisschopszetel van Metz.
De eerste daad van zijn bestuur was de installatie van een bisschoppelijke schepen in de schepenbank van Metz (1180). Het was een juridische poging van Bertram om greep te krijgen op het stadsbestuur.
In 1186 geraakte Bertram in conflict met Frederik Barbarossa, zijn beschermheer en suzerein. Bertram wilde niet weten van de nieuwe aartsbisschop van Trier, zijn kerkelijke superieur, die nochtans ook een kandidaat van de keizer was. Frederik Barbarossa stuurde enkele edelen naar Metz om Bertram uit de stad te verjagen (1187). Twee jaar leefde Bertram in het kapittel van Sint-Gereon in Keulen (1187-1189). In deze twee jaar verloor Bertram zijn greep op de burgerij van Metz, die zich steeds meer roerde. Bertram kon terugkeren naar Metz omdat de keizer op kruistocht vertrok. Met keizer Hendrik VI, de opvolger van Frederik Barbarossa, en met anderen van het huis Hohenstaufen kon Bertram goed opschieten, en dit tijdens zijn ganse periode van bestuur in Metz.
Vanaf 1190 regeerde prins-bisschop Bertram op doortastende wijze over de stad Metz. Hij nam controle over de gilde van de geldwisselaars en de gilde van de slagers. Hij installeerde notarissen, wat tevoren niet bestond. Hun functie was privé-eigendommen te archiveren voor de bisschop. Alle transacties van immobiliën werden aan Bertram gerapporteerd. 
Toen arme waldenzen in de stad kwamen om bijbels in het Frans te verspreiden, bleken zij de steun te krijgen van de opstandige stedelingen. Met schriftelijke hulp van paus Innocentius III verjoeg hij de waldenzen uit de stad. Niettemin laaide het conflict tussen de stedelingen en de machtige clerus van Metz op. Ook hier vroeg Bertram de steun van paus Innocentius III. De stedelingen hadden een raad van 13 rechters aangesteld. Bertram had hen allen in de ban van de kerk geslagen doch dit bracht geen rust. Het conflict ontaardde toen de stedelingen geld vroegen aan Bertram voor de bouw van de stadsmuren van Metz. Hier grepen Frederik II van Lotharingen en Theobald I van Bar uit het naburige graafschap Bar militair in. De paus vroeg uiteindelijk aan monniken uit Morimond en Trois-Fontaines om te bemiddelen. De monniken regelden een compromis waarbij de raad van 13 bleef bestaan doch waarbij de stedelingen de clerus vergoedden als schadeloosstelling (1209).
Bertram overleed in 1212. Hij werd in kronieken geroemd om zijn doortastend bestuur over de stad Metz. Hij werd begraven in de Onze-Lieve-Vrouwekapel van de kathedraal van Metz.